# Dialium polyanthum
Espèce
Statut de conservation UICN

 LC  : Préoccupation mineure
Dialium polyanthum est une espèce de plantes à fleurs de la famille des Fabaceae et de la famille des Dialioideae. C'est un arbre trouvé en Afrique.

## Répartition
Ce taxon se rencontre dans les pays suivants d'Afrique centrale : Angola (Cabinda et nord de l'Angola), Cameroun, Gabon, République centrafricaine, République du Congo, et République démocratique du Congo.
Il se rencontre aussi dans des pays d'Afrique de l'Ouest : en Côte d'Ivoire et au Liberia.

## Systématique
Le nom correct complet (avec auteur) de ce taxon est Dialium polyanthum Harms 1915.
Dialium polyanthum a pour synonymes :
- Dialium aubrevillei Pellegr.
- Dialium corbisieri Staner